# Gerhard Gentzen

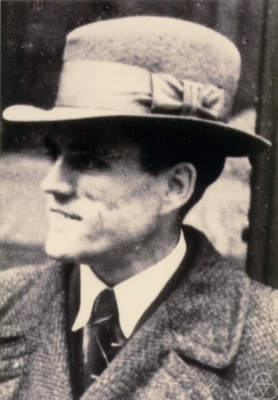
Gerhard Gentzen

Gerhard Karl Erich Gentzen (* 24. November 1909 in Greifswald; † 4. August 1945 in Prag) war ein deutscher Mathematiker und Logiker.

## Leben
Gerhard Gentzen studierte in Greifswald, Göttingen, München und Berlin und wurde 1933 an der Universität Göttingen promoviert. In Greifswald studierte er mit Hellmuth Kneser und in Berlin wahrscheinlich mit John von Neumann. Er war ein Schüler von Paul Bernays, nach Bernays’ Lehrverbot im April 1933 wurde offiziell Hermann Weyl sein Doktorvater. Um 1934 will Gentzen in die Sturmabteilung (SA) eingetreten sein; 1935 erhielt er eine Assistentenstelle beim emeritierten David Hilbert. Am 13. Juni 1937 beantragte er die Aufnahme in die NSDAP und wurde rückwirkend zum 1. Mai desselben Jahres aufgenommen (Mitgliedsnummer 4.237.555). Bereits zuvor war er Mitglied des Nationalsozialistischen Lehrerbunds geworden.
Gentzen wurde 1939 bis 1941 im Krieg als Funker bei Braunschweig eingesetzt, erkrankte aber und wurde daraufhin vom Wehrdienst freigestellt. 1940 habilitierte er sich in Göttingen. 1943 wurde Gentzen von Hans Rohrbach auf eine Dozentur an die deutsche Universität in Prag berufen. Neben der Dozententätigkeit und der Forschung an der Widerspruchsfreiheit der Mathematik leitete Gentzen in Prag eine Gruppe von Oberschülerinnen, die Berechnungen durchführten. Trotz Warnungen floh Gentzen bei Kriegsende nicht nach Deutschland. Er starb am 4. August 1945 im Kreisgefängnis am Karlsplatz in Prag an Unterernährung – drei Monate nach seiner Verhaftung.

## Mathematische Leistungen
Gentzen ist ein wichtiger Mitbegründer der modernen mathematischen Beweistheorie. Die nachhaltige Bedeutung der von ihm entwickelten Methoden, Regeln und Strukturen zeigt sich heute vor allem in wichtigen Teilgebieten der Informatik, der Verifikation von Programmen. Dabei werden formale Beweise selbst als Programme gedeutet.
Gentzen war einer der führenden Köpfe der international arbeitenden mathematischen Grundlagenforschung und stellte 1936 und 1938 jeweils den Stand der Grundlagenforschung dar. Die zweite Arbeit hatte durch Heinrich Scholz  eine Zweitveröffentlichung in der nationalsozialistischen Zeitschrift Deutsche Mathematik.
Ausgehend von dem Hilbertschen Programm bewies Gentzen für den Aufbau der Mathematik die Widerspruchsfreiheit der Zahlentheorie. Er entwickelte als einer der ersten Systeme natürlichen Schließens und Sequenzenkalküle (allgemein auch Gentzentypkalkül), für die er den so genannten „Hauptsatz“ bewies. Dadurch sind große Teile der Logik und Mathematik als widerspruchsfrei beweisbar.

## Zitate
„Man kann es auch so ausdrücken, dass sich für die Zahlentheorie kein ein für allemal ausreichendes System von Schlußweisen angeben lässt, sondern dass vielmehr immer wieder Sätze gefunden werden können, deren Beweise neuartige Schlußweisen erfordern.“

„Das Prädikat ‚genial‘ ist hier richtig am Platz. Wer die Arbeiten betrachtet, die die Hilbert-Schule in diesen Tagen produzierte (um es anachronistisch zu sagen, ein ‚Paradies der Hacker‘), der wird Gentzens Methode wie ein Wunder der Schönheit erfahren. Außenseiter denken sehr schnell bei Logik (und Mathematik) an eine langweilige Arbeit für Trauerklöße, aber man kann mir auf mein Wort glauben, dass man es hier zu tun hat von [sic!] einer Schönheit von fast symphonischen Format.“

## Schriften
- Über die Existenz unabhängiger Axiomensysteme zu unendlichen Satzsystemen. In: Mathematische Annalen. Band 107 (2), 1932, S. 329–350 (Online).
- Untersuchungen über das logische Schließen. I. In: Mathematische Zeitschrift. Band 39 (2), 1935, S. 176–210 (Online).
- Untersuchungen über das logische Schließen. II. In: Mathematische Zeitschrift. Band 39 (3), 1935, S. 405–431 (Online).
  - Nachdruck in: Karel Berka, Lothar Kreiser: Logik-Texte. Kommentierte Auswahl zur Geschichte der modernen Logik, Berlin: Akademie 4. Aufl. 1986, Seite 206–261
- Die Widerspruchsfreiheit der Stufenlogik. In: Mathematische Zeitschrift. Band 41, 1936, S. 357–366 (Online).
- Die Widerspruchsfreiheit der reinen Zahlentheorie. In: Mathematische Annalen. Band 112, 1936, S. 493–565 (Online).
- Der Unendlichkeitsbegriff in der Mathematik. Vortrag, gehalten in Münster am 27. Juni 1936 am Institut von Heinrich Scholz. In: Semester-Berichte Münster. 1937, S. 65–80.
- Unendlichkeitsbegriff und Widerspruchsfreiheit der Mathematik. In: Actualites scientifiques et industrielles. Band 535, 1937, S. 201–205.
- Die gegenwärtige Lage in der mathematischen Grundlagenforschung. In: Deutsche Mathematik. Band 3, 1938, S. 255–268.
- Neue Fassung des Widerspruchsfreiheitsbeweises für die reine Zahlentheorie. In: Forschungen zur Logik und zur Grundlegung der exakten Wissenschaften. Band 4, 1938, S. 19–44 (Online).
- Beweisbarkeit und Unbeweisbarkeit von Anfangsfallen der transfiniten Induktion in der reinen Zahlentheorie. In: Mathematische Annalen. Band 119, 1943, S. 140–161 (Online).

posthum erschienen
- Zusammenfassung von mehreren vollständigen Induktionen zu einer einzigen. In: Archiv für mathematische Logik und Grundlagenforschung. Band 2 (1), 1954, S. 81–93 (Online).
- Der erste Widerspruchsfreiheitsbeweis für die klassische Zahlentheorie. In: Archiv für mathematische Logik und Grundlagenforschung. Band 16, 1974, S. 97–118 (Online). – Veröffentlicht von Paul Bernays.
- Über das Verhältnis zwischen intuitionistischer und klassischer Arithmetik. In: Archiv für mathematische Logik und Grundlagenforschung. Band 16, 1974, S. 119–132 (Online). – Veröffentlicht von Paul Bernays.
- Gerhard Gentzen: The normalization of derivations. In: The Bulletin of Symbolic Logic. 14. Jahrgang, 2008, S. 245–257 (cambridge.org). – Veröffentlicht von Jan von Plato.

Werke
- M. E. Szabo (Hrsg.): The Collected Papers of Gerhard Gentzen. North-Holland, Amsterdam 1969, ISBN 0-7204-2254-X.

## Belletristik
- Dietmar Dath: Gentzen oder: Betrunken aufräumen. Roman. Matthes & Seitz, Berlin 2021, ISBN 978-3-75180-035-8.[11]